# Năm lục đế
Năm của sáu vị Hoàng đế là đề cập đến năm 238, trong đó có sáu người được công nhận là Hoàng đế La Mã. Hoàng đế đầu tiên là Maximinus Thrax trị vì từ năm 235. Các nguồn tài liệu về sau như bộ sử Historia Augusta đều cho rằng nguyên nhân dẫn đến sự kiện này là do sự tàn bạo và độc đoán của Maximinus mà ra, đến tháng 1 năm 238, một cuộc nổi dậy đã bùng nổ ở Bắc Phi.
Một số nhà quý tộc trẻ đã sát hại viên quan thu thuế của triều đình và sau đó tiếp cận viên thống đốc tỉnh là Gordianus và cố nài ông tự xưng đế. Gordianus miễn cưỡng đồng ý, nhưng lúc này ông đã 80 tuổi, nên quyết định lập con trai mình làm đồng hoàng đế với quyền lực ngang nhau. Viện Nguyên lão đành công nhận hai cha con là hoàng đế với vương hiệu tương tự Gordianus I và Gordianus II. Triều đại của họ chỉ kéo dài 20 ngày. Capelianus, thống đốc của tỉnh lân cận Numidia, tỏ vẻ không bằng lòng trước trước sự phản nghịch nên đã đứng lên chống lại Gordianus. Ông tuân lệnh triều đình đã dẫn đại quân đi dẹp loạn và đánh bại họ trong trận quyết chiến ở Carthage. Gordianus II bại vong tử trận và khi nghe được tin này thì Gordianus I cũng treo cổ tự vẫn.
Trong khi đó Maximinus, giờ đây đã bị tuyên bố là kẻ thù nhân dân, đã bắt đầu tiến vào thành Roma với một đội quân khác. Các ứng cử viên trước đây của Viện Nguyên lão là cha con nhà Gordianus đã thất bại trong việc tiêu diệt ông, và biết rằng họ sẽ nguy khốn nếu để Maximinus thành công, do vậy mà Viện Nguyên lão rất cần một vị hoàng đế mới để ngăn ngừa hiểm họa này. Không có ứng cử viên khác xem được, ngày 22 tháng 4 năm 238 họ bầu hai Nguyên lão nghị viên già Pupienus và Balbinus (cả hai là một phần của một ủy ban nghị viên đặc biệt để đối phó với Maximinus) làm đồng hoàng đế. Tuy nhiên sự lựa chọn này lại không hợp lòng dân nên đám đông dân chúng đã hò hét phản đối và ném gạch đá vào các vị hoàng đế mới. Ngay lúc này có Marcus Antonius Gordianus Pius, đứa cháu ngoại mới mười ba tuổi của Gordianus I, được Viện Nguyên lão chọn làm hoàng đế nắm quyền trị vì trên danh nghĩa chỉ để nhằm xoa dịu người dân thủ đô, vốn vẫn còn trung thành với nhà Gordianus.
Pupienus được phái tới thống lĩnh quân đội để đương đầu với Maximinus và Balbinus thì ở lại Roma. Trong khi đó, Maximinus cũng gặp phải vấn đề. Vào đầu tháng 2 ông đến thành phố Aquileia để rồi thấy rằng nơi đây đã tuyên bố ba kẻ thù của mình. Maximinus tiến hành vây hãm thành phố, nhưng không thành công. Đến tháng 4, bất mãn vì thất bại này, sự thiếu thành công trong chiến dịch nói chung, thiếu tiếp tế và sự phản đối mạnh mẽ của Viện Nguyên lão đã buộc những đạo quân lê dương của ông phải suy nghĩ lại về lòng trung thành của họ.
Đám binh sĩ của quân đoàn lê dương II Parthica lập tức nổi loạn giết chết Maximinus trong quân doanh của ông, cùng với đứa con trai Maximus (được bổ nhiệm làm phó hoàng đế vào năm 236), và đầu hàng Pupienus vào cuối tháng 6. Thi thể của hai cha con Maximinus bị xử trảm và đầu của họ được mang đến Roma. Để cứu lấy Roma từ một kẻ thù nhân dân, các binh sĩ đã được hoàng đế mới tha tội và gửi trả lại cho địa phương họ. Đồng hoàng đế sau đó trở về Roma, để rồi chợt nhận ra thành phố đang chìm ngập trong cơn bạo loạn đẫm máu. Balbinus đã không thể kiểm soát được tình hình và thành phố bị đốt cháy trong ngọn lửa hùng tàn dẫn đến cuộc nổi loạn. Với cả hai hoàng đế hiện tại, tình hình đã có phần lắng dịu nhưng sự lo lắng vẫn còn để lại. Những đồng tiền xu từ triều đại yểu mệnh của họ cho thấy một trong số họ hiện trên một mặt và hai bàn tay siết chặt một mặt khác thể hiện quyền lực chung của họ, nhưng mối quan hệ của họ đã bị lung lay với sự nghi ngờ ngay từ đầu, với lại cả hai đều lo sợ một vụ ám sát từ những kẻ chống đối khác. Họ dự tính thực hiện một chiến dịch lớn gấp đôi, Pupienus thảo phạt người Parthia và Balbinus thảo phạt người Carpia (Grant còn nói có thêm cả người Goth và Ba Tư), nhưng họ cãi nhau thường xuyên và không đồng ý hoặc không tin tưởng lẫn nhau.
Đó là trong một trong những cuộc thảo luận nghiêm trọng, Vào tháng 5 hoặc ngày 29 tháng 7, đội Cấm vệ quân Praetorian Guard quyết định can thiệp. Họ xông vào phòng chứa các hoàng đế, bắt giữ cả hai, sai người lột đồ ra, lôi họ đi trên đường trong tình trạng lõa thể qua các đường phố ở thủ đô, tra tấn khốc liệt và cuối cùng là giết chết họ. Cùng ngày Gordianus III được tuyên bố là vị hoàng đế duy nhất (238-244), dù trong thực tế viên quan cố vấn của thiếu đế mới là người nắm giữ hầu hết quyền lực của cậu. Pupienus và Balbinus cùng nhau trị vì chỉ vỏn vẹn 99 ngày. Gordianus I và II được Viện Nguyên lão phong thần.